# Hogna mabwensis
Hogna mabwensis Roewer, 1959 è un ragno appartenente alla famiglia Lycosidae.

## Caratteristiche
I cheliceri sono di colore nero; la parte frontale è ricoperta da una peluria grigio biancastra.
L'olotipo femminile rinvenuto ha lunghezza totale è di 22 mm; la lunghezza del cefalotorace è di 10 mm; e quella dell'opistosoma è di 12 mm.

## Distribuzione
La specie è stata reperita nella Repubblica Democratica del Congo meridionale: nei pressi del villaggio di Mabwe, sulla riva est del lago Upemba, a 585 metri di altitudine, all'interno del Parco nazionale di Upemba.

## Tassonomia
Al 2017 non sono note sottospecie e dal 1959 non sono stati esaminati nuovi esemplari.